# Punk néerlandais
Le punk néerlandais, ou nederpunk, désigne la culture et le mouvement punk rock aux Pays-Bas. La culture qui entoure le punk rock est souvent fortement orientée vers la politique ; aux Pays-Bas, la culture punk se développe parallèlement au mouvement des squatters néerlandais et à d'autres mouvements de squatters européens, et est influencée par eux. Peu de groupes punk néerlandais écrivent leurs paroles en néerlandais. Cependant, en tant que petit pays, le punk néerlandais évolue avec un mélange unique d'influences punk britanniques, américaines, européennes et mondiales.

## Histoire

### Années 1970–1990

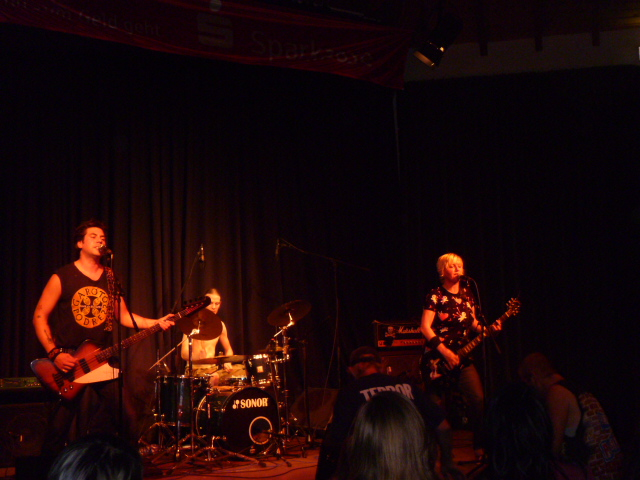
Bambix en concert à Nimègue.

Un événement fondateur pour le punk rock aux Pays-Bas est le concert des Sex Pistols le 6 janvier 1977 au Paradiso d'Amsterdam. Les Sex Pistols ont donné trois concerts aux Pays-Bas lors de cette tournée, aux côtés des Heartbreakers et des Vibrators. Le 1er mai 1977, the Damned donne un concert au Paradiso. Le 11 mai 1977, les Ramones et les Talking Heads donnent un concert au Rasa dans la Pauwstraat, à Utrecht. En octobre 1977, Iggy Pop participe à l'émission de télévision populaire Toppop avec Ad Visser,.
Le 19 novembre 1977, Blondie joue au Paradiso d'Amsterdam. À la fin de l'année 1977, l'émission de télévision Wonderland de la VARA met également en avant le punk dans une émission thématique comprenant des performances des The Stranglers au Paradiso d'Amsterdam et des Sex Pistols à Maasbree,.
Ces concerts et les prestations de groupes britanniques et américains entraînent une explosion de l'intérêt pour le punk aux Pays-Bas en 1977. Des groupes punk néerlandais et des fanzines ont rapidement vu le jour. Dans le public du concert des Ramones à Utrecht se trouvaient Rob et Erik de Jong, qui ont formé le groupe Blitzkrieg, parfois considéré comme le premier groupe punk des Pays-Bas (Blitzkrieg a rapidement changé de nom pour devenir The Duds). Deux groupes de rock antérieurs au punk, Ivy Green (formé à Hazerswoude-Dorp en 1975) et Flyin' Spiderz (formé à Eindhoven en 1976), ont évolué vers le punk rock ; ces groupes sont souvent considérés comme les premiers groupes punk aux Pays-Bas,. Le chanteur des Flyin' Spiderz, Guus Boers, n'avait pas entendu parler de punk avant un concert des Vibrators début 1977 à l'Université technique d'Eindhoven. En août 1977, le fanzine populaire KoeCrand est fondé, inspiré par le fanzine britannique Sniffin' Glue. Un deuxième fanzine néerlandais précoce, Raket, associé à la scène punk de Rotterdam, commence également à être publié,.
En 1991, le célèbre dicton « le punk est mort » (Punk is dead) était déjà devenu à la mode. Ironiquement, au cours des années 1990, des genres de punk plus divers sont devenus populaires aux Pays-Bas, notamment le pop punk, le fun-punk, le skate punk, l'emocore et le hardcore mélodique. Ces événements entraînent une fragmentation et une perte de cohésion de la scène punk. Les groupes néerlandais importants fondés ou actifs au cours de cette période incluent Kankerwelvaart, Misselijk, ASO (de Horst, 1996-1997), Roggel, Die Nakse Bananen, Heideroosjes, Travoltas, Antidote, Disturbance, I Against I, De Hardheid, the Hufters, Vitamin X et Antillectual. Les albums X-treem CD et Bits of Noise 2, sortis en 1998, font partie des compilations de groupes punk néerlandais publiées pendant cette période.
La culture punk commence également à faire l'objet d'une attention accrue de la part de l'extérieur dans les années 1990. Il s'agit notamment d'archives et de musées qui commençaient déjà à rassembler des documents sur la première vague de la période punk, ainsi que de créateurs de mode et d'artistes extérieurs à la culture punk qui s'inspiraient de cette dernière.

### Post-punk revival (2000–2009)

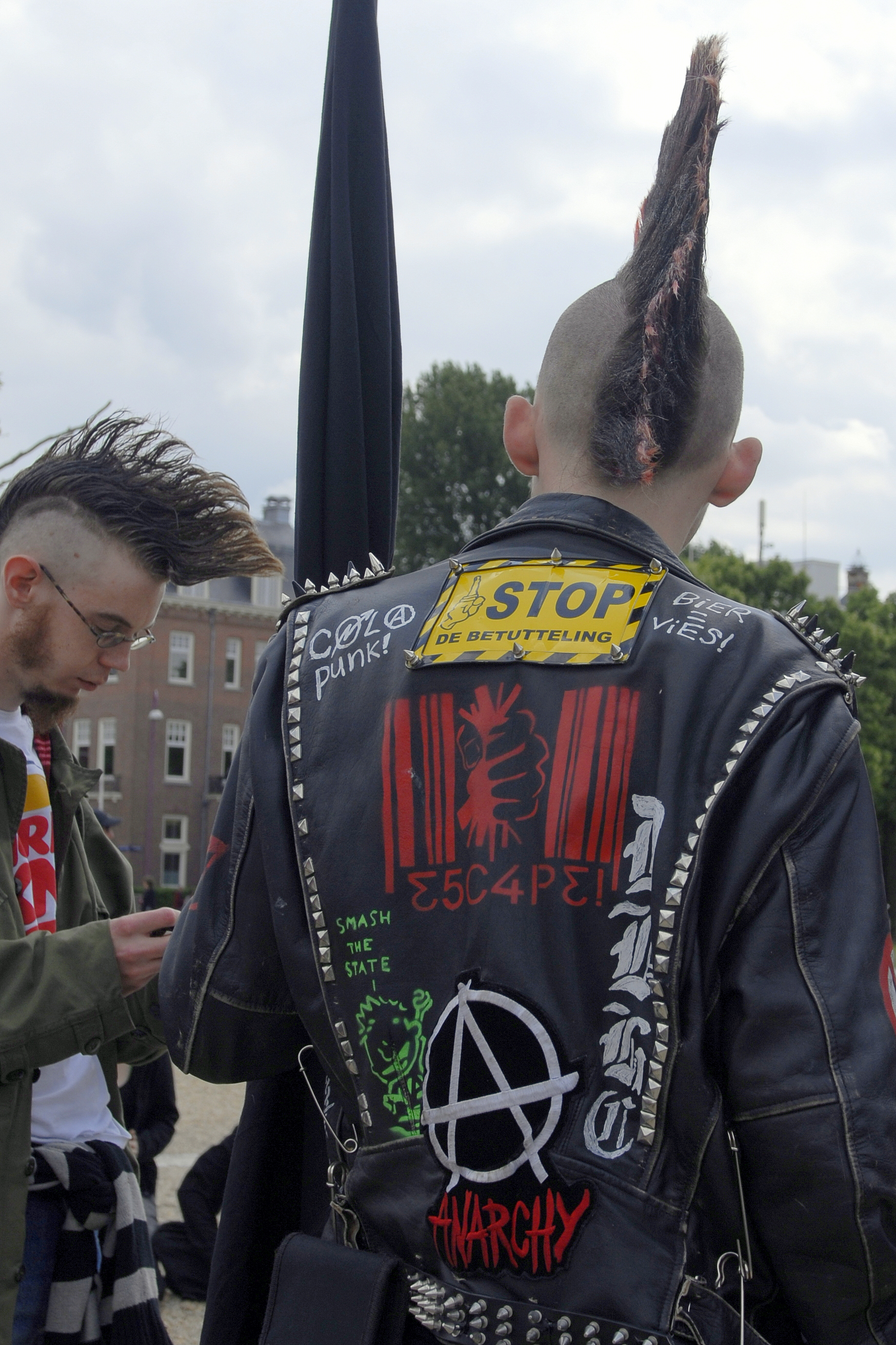
Punk néerlandais, ici en 2008, avec une crête iroquoise vêtu d'une veste en cuir ornée de pointes.

Vers 2000, un retour du protopunk apparaît en Angleterre, un soi-disant post-punk revival (The Stooges, Richard Hell, New York Dolls, The Stranglers, Sex Pistols) sous la forme de groupes tels que The Libertines, Ikara Colt, Art Brut et McLusky. Aux Pays-Bas également, certains groupes poursuivant une version plus dure du rock indépendant suivent, notamment les groupes Pfaff, Voicst, Avec-A, et Blues Brother Castro. En outre, les années 2000 sont une période faste pour le pop punk. Aux Pays-Bas, il n'y a pas beaucoup de groupes qui visent le succès, mais il y a des groupes qui sonnent plus accessibles au grand public, comme The Undeclinables, Bambix, Travoltas et Human Alert.

### Depuis les années 2010
À partir de 2010, la maison d'édition Lebowski d'Amsterdam commence à publier une série de titres liés au punk dans les années 1970 et 1980. Cette série comprend des ouvrages sur la musique et la culture punk, des biographies et des travaux d'archives. En 2012, une exposition intitulée God Save the Queen sur la période 1977-1984 a été présentée au Centraal Museum d'Utrecht et décrite dans une publication écrite avec De Groene Amsterdammer. En 2016, pour célébrer le 40e anniversaire du punk aux Pays-Bas, le EYE Film Museum a mis en place une exposition sur le punk avec des performances quotidiennes de groupes punk. Certains de ces groupes figurent sur la Fury ! lié à l'exposition,. En 2016, le Melkweg organise égalementune exposition sur le punk néerlandais. En 2017, Oscar Smit écrit et publie une série de quatre livres sur les premières années du punk aux Pays-Bas,,,,.
En 2013, la compilation Punk's Not Deaf est publiée. Le musée du film EYE célèbre le 40e anniversaire du punk en 2016. Un musée du punk est installé sur le site et des groupes s'y produisent tous les jours. Certains de ces groupes figurent sur la compilation Fury! publiée à cette occasion.
Le punk rock et le punk hardcore restent des scènes musicales actives aux Pays-Bas. En 2018, Vitamin X effectue une tournée en Amérique du Nord. En 2020, les Heideroosjes sortent un nouvel album avec un single sur la pandémie de Covid-19 ; en 2022, ils ont effectué une tournée aux Pays-Bas,. Les nouveaux groupes punk néerlandais formés au cours de cette période incluent Rites (actif depuis 2017), Hang Youth (actif depuis 2015), et T.Gondii (actif depuis 2021).

## Documentaires
- Punk Tegendraads 1976-1991 (1990), documentaire de Gérard Bueters[31],[32]
- Punk: Lang leve de lol (1996), documentaire d'Alfred Broer
- VPRO Andere Tijden: Punk (2012)
- Jimmy Is Punk - The Story of Panic (2020)[33]